# Seznam argentinskih filozofov
Seznam argentinskih filozofov.

## B
- Mario Bunge

## C
- Facundo Cabral
- Nestor-Luis Cordero

## D
- Enrique Dussel

## E
- Silvin Eiletz

## G
- Jordán Bruno Genta
- Carlos Bernardo González Pecotche

## J
- Amédée Jacques

## K
- Gregorio Klimovsky (1922-2009) (matematik)
- Milan Komar
- Alejandro Korn

## L
- Ernesto Laclau (argentinsko-britanski?)

## M
- Rodolfo Mondolfo (1877-1976) (italijansko-judovsko-argentinski)

## N
- Carlos Santiago Nino

## R
- Eduardo Rabossi
- Arturo Andrés Roig

## S
- Raúl Scalabrini Ortiz